# Comuna Veselivka, Novomîrhorod
Veselivka (în ucraineană Веселівка) este o comună în raionul Novomîrhorod, regiunea Kirovohrad, Ucraina, formată din satele Arsenivka și Veselivka (reședința).

## Demografie
Componența lingvistică a comunei Veselivka
     Ucraineană (93,04%)
     Română (3,16%)
     Rusă (2,85%)
Conform recensământului din 2001, majoritatea populației comunei Veselivka era vorbitoare de ucraineană (93,04%), existând în minoritate și vorbitori de română (3,16%) și rusă (2,85%).